# Vale of White Horse
Vale of White Horse – dystrykt w hrabstwie Oxfordshire w Anglii.

## Miasta
- Abingdon
- Faringdon
- Wantage

## Inne miejscowości
Appleford-on-Thames, Appleton, Appleton-with-Eaton, Ardington, Ashbury, Baulking, Bayworth, Besselsleigh, Blewbury, Boars Hill, Botley, Bourton, Bow, Buckland, Buscot, Caldecott, Charney Bassett, Childrey, Chilswell, Chilton, Compton Beauchamp, Cumnor, Denchworth, Drayton, Duxford, East Challow, East Hanney, East Hendred, East Lockinge, Farmoor, Fernham, Frilford, Fyfield, Garford, Great Coxwell, Grove, Hanney, Harwell, Hatford, Henwood, Hinton Waldrist, Kennington, Kingston Bagpuize, Kingston Lisle, Letcombe Bassett, Little Coxwell, Littleworth, Longcot, Longworth, Lyford, Marcham, Milton, North Hinksey, Pusey, Radley, St. Helen Without, Seacourt, Shellingford, Shrivenham, South Hinksey, Southmoor, Sparsholt, Stanford in the Vale, Steventon, Sunningwell, Sutton Courtenay, Swinford, Uffington, Upton, Watchfield, West Challow, West Hanney, West Hendred, West Lockinge, Wootton, Wytham.